# Prince of Persia: The Two Thrones
Prince of Persia: The Two Thrones är det tredje spelet i den nya Prince of Persia-trilogin.

## Handling
Prinsen kommer tillbaka till sin hemstad Babylon som han så länge längtat hem till. Han förväntar sig att få återse sitt hem så som det en gång var, men till hans stora förvåning är staden invaderad av den onde visiren. I spelet Prince of Persia: The Sands of Time besegrade han visiren, men när han "förstörde" Tidens sand i slutet av Warrior Within så ändras tiden och det som hände i Sands of Time har aldrig inträffat. Nu inser han sitt misstag och måste rädda Babylon från den onde visiren. Men när hans båt blir beskjuten och sjunker lyckas fienden ta Kailena (tidens Kejsarinna), och han tvingas att följa visiren och försöka rädda henne.